# Lucio Mummio Acaico
Lucio Mummio Acaico (fl. II secolo a.C.) è stato un politico e militare romano.

## Biografia
Di famiglia plebea, figlio di un pretore, fu anche lui eletto a questa magistratura nel 153 a.C., venendo inviato nella Spagna Ulteriore. Qui riportò alcune vittorie non decisive sui Lusitani, che tuttavia gli fruttarono il trionfo. Eletto console nel 146 a.C., gli fu affidata la condotta della guerra contro la Lega achea. Al suo arrivo in Grecia, rilevò l'esercito romano dal propretore Quinto Cecilio Metello, che aveva condotto le ostilità in attesa dell'arrivo del console e aveva sconfitto le forze nemiche in Locride.
Il conflitto contro la Lega achea fu brevissimo e si concluse con la battaglia di Leucopetra. La principale città aderente alla Lega, Corinto, venne saccheggiata e rasa al suolo dalle truppe di Lucio Mummio. Per tale vittoria ebbe l'agnomen di Acaico, primo fra gli uomini nuovi, e gli fu tributato un trionfo.
La grande ammirazione per le opere greche della città istmica fu vasta a Roma, ma la comprensione del valore artistico e storico di tali opere dovette rimanere appannaggio raro di alcuni aristocratici. Lo stesso Mummio, infatti, si stupì così tanto dell'alta offerta di Attalo II di Pergamo a un'opera di Aristide di Tebe messa all'asta dopo il saccheggio di Corinto (un Dioniso del fondatore della scuola tebano-attica degli inizi del IV secolo a.C.), da ritirarla dalla vendita sospettando virtù nascoste nel dipinto. Al posto dei 600.000 denari offerti per l'opera di un caposcuola, si decise di collocare, più che altro per superstizione, il dipinto nel tempio di Cerere a Roma e fu così che Roma ebbe la prima opera d'arte di pittura straniera in un luogo pubblico.
Fu censore nel 142 a.C. insieme a Scipione Emiliano Africano, con cui ebbe diversi contrasti.